# Alsóesztergály
Alsóesztergály (szlovákul: Dolné Strháre) község Szlovákiában, a Besztercebányai kerületben, a Nagykürtösi járásban.

## Fekvése
Nagykürtöstől 5 km-re északkeletre, az Öreg-patak partján fekszik.

## Története
1244-ben "Stergar" alakban említik először. 1247-ben "Strurgar", 1253-ban "Estergur",  illetve "Vztugar", 1260-ban "Strogar" néven bukkan fel az írott forrásokban. Kezdetben királyi udvarnokok faluja volt. 1260-tól Mátyás pozsonyi ispánnak adózott, később a divényi uradalom része lett. A 17. század elejétől Kékkő várának tartozékaként találjuk. A török uralom alatt, 1554 és 1594 között a szécsényi szandzsák része volt. A 17. század közepén elnéptelenedett, 1685-ben pusztaként említik. 1705-ben 10 jobbágytelke létezett. 1828-ban 77 házában 757 lakos élt. Lakói mezőgazdasággal, szőlőtermesztéssel foglalkoztak.
Vályi András szerint "Alsó, és Felső Esztergály, Dolne, Horne Sztrehani. Tót faluk Nógrád Vármegyében, földes Urai Gróf Balassa, és Gróf Zichy Uraságok, lakosai katolikusok, és evangelikusok, fekszenek Kis Zellőhöz egy, és 1/4. mértföldnyire, határjájai, ’s borai is középszerűek, tulajdonságaira nézve ollyanok, mint Alsó Tóld, második Osztálybéliek."
Fényes Elek szerint "Alsó-Esztergály, (Dolyne Sztrehare), Nógrád m. tót falu, 65 k., 679 evang. lak. Van itt egy kath. és egy felette régi evang. anyatemplom, mellyet még a Hussiták épitettek, s egy savanyúviz-forrása. Határja termékenyebb mint f. Esztergályé, de bora csekély, erdeje bőven. F. u. b. Balassa, gr. Zichy. Ut. p. Balassa-Gyarmat."
Nógrád vármegye monográfiája szerint "Alsóesztergály, a Szalatnya-patak mentén, az Esztergály-völgyben fekvő kisközség. A körjegyzőség székhelye. Házainak száma: 82, lakosaié 592, a kik vegyesen magyarok és tótok és evangélikus vallásúak. Postája helyben van, távírója és vasúti állomása Nógrádszakal. Eredetileg szláv telep volt. Lakosai, a kik az itteni rengetegeket irtották, lakóhelyüket Sztruhárnak nevezték el s innen  eredt a mai Esztergály elnevezés. Első ízben IV. Béla király 1244. évi oklevele emlékezik meg róla. Ekkor a helységet a királyi udvarnokok lakták, kiknek itteni birtokait részben a Dobák nemzetség sarjai nyerték adományul IV. Béla királytól, részben a Balassák ősei szerezték meg. IV. Béla király 1260-ban visszaadta az udvarnokoknak a helységnek azt a részét, melyet a Dobák nemzetség sarjainak  adományozott, de a Balassák ősei közűl Detre fia Mikó 1244-ben megvette az egyik királyi udvarnok birtokát, fia Ochuz pedig 1273-ban két ilyen birtokot nyert adományul IV. László királytól; 1278-ban Mikó másik fia Péter, Hont vármegye főispánja, is birtokos volt itt. A XV. században a husziták lakták a helységet. Ez időből való a templom is. 1548-ban Balassa Imre és János, 1598-ban Balassa Zsigmond volt a helység földesura. 1562–63-ban a török hódoltsághoz tartozik és a szécsényi szandzsák helységei között szerepel, 42 adóköteles házzal. 1660-ban a helység felét Balassa Imre bírta. 1663-ban a tatárok verték fel a helységet, kik elől a lakosság a borosznoki erdőségekbe menekült, de a tatárok ide is követték őket s többek között Rotharides evangélikus egyházközségi elnököt is mindenéből kifosztották; ekkor vesztek el a nógrádi evangélikus egyházkerület irományai is. 1715-ben 18 háztartást írtak össze e helységben. A XVIII. században és a XIX. század első felében a gróf Zichy és a báró Balassa családok voltak a helység földesurai és jelenleg a gróf Zichy és a gróf Forgách családok a legnagyobb birtokosai. 1851-ben a község nagy része leégett. 1873-ban a kolera pusztított; 1909-ben pedig ismét mintegy 36 ház égett le. A róm. kath. plébánia már az 1333–37. évi pápai tizedjegyzékekben előfordul, a XVI. század folyamán azonban megszűnt. A régi kath. templomból már csak a torony maradt fenn, de ez is düledező állapotban van. Az evangélikus egyház 1615-ben már szervezve volt. A jelenlegi evangélikus templom 1357-ben épült; oltára fölé helyezték el a régi evangélikus templom oltárképét, mely még a husziták idejéből való. Itt lakik Kubányi Lajos, ismert festőművész. A lakosok Ifjusági Egyesületet tartanak fenn. E községhez tartozik Pusztakaproncza, mely a középkorban önálló helység volt. 1548-ban Balassa Imre és János birtoka. 1636-ban még megvolt, de a XVII. század második felében  elpusztult. A helységben savanyúvízforrás is van."
A trianoni békeszerződésig területe Nógrád vármegye Balassagyarmati járásához tartozott.

## Népessége
| Év:            | 1994. | 2004. | 2014.    | 2024.   |
| -------------- | ----- | ----- | -------- | ------- |
| Emberek száma: | 170   | 170   | 188      | 201     |
| Eltérés:       |       | +0 %  | +10,58 % | +6,91 % |

| Év:            | 2023. | 2024.   |
| -------------- | ----- | ------- |
| Emberek száma: | 206   | 201     |
| Eltérés:       |       | -2,42 % |

1900-ban 686 lakosából 602 szlovák, 82 magyar és 2 egyéb nemzetiségű. Szelce 171 lakosából 164 szlovák és 7 magyar volt.
1910-ben 622 lakosából 539 szlovák, 56 magyar és 27 más nemzetiségű volt. Szelce 153 lakosából 121 szlovák és 32 magyar.
2001-ben 174 lakosából 163 szlovák volt.
2011-ben 179 lakosából 164 szlovák.
2021-ben 198 lakosából 186 szlovák, 4 magyar (2,02%), 1 rutén, 1 cseh, 1 német, 5 ismeretlen nemzetiségű.

## Nevezetességei

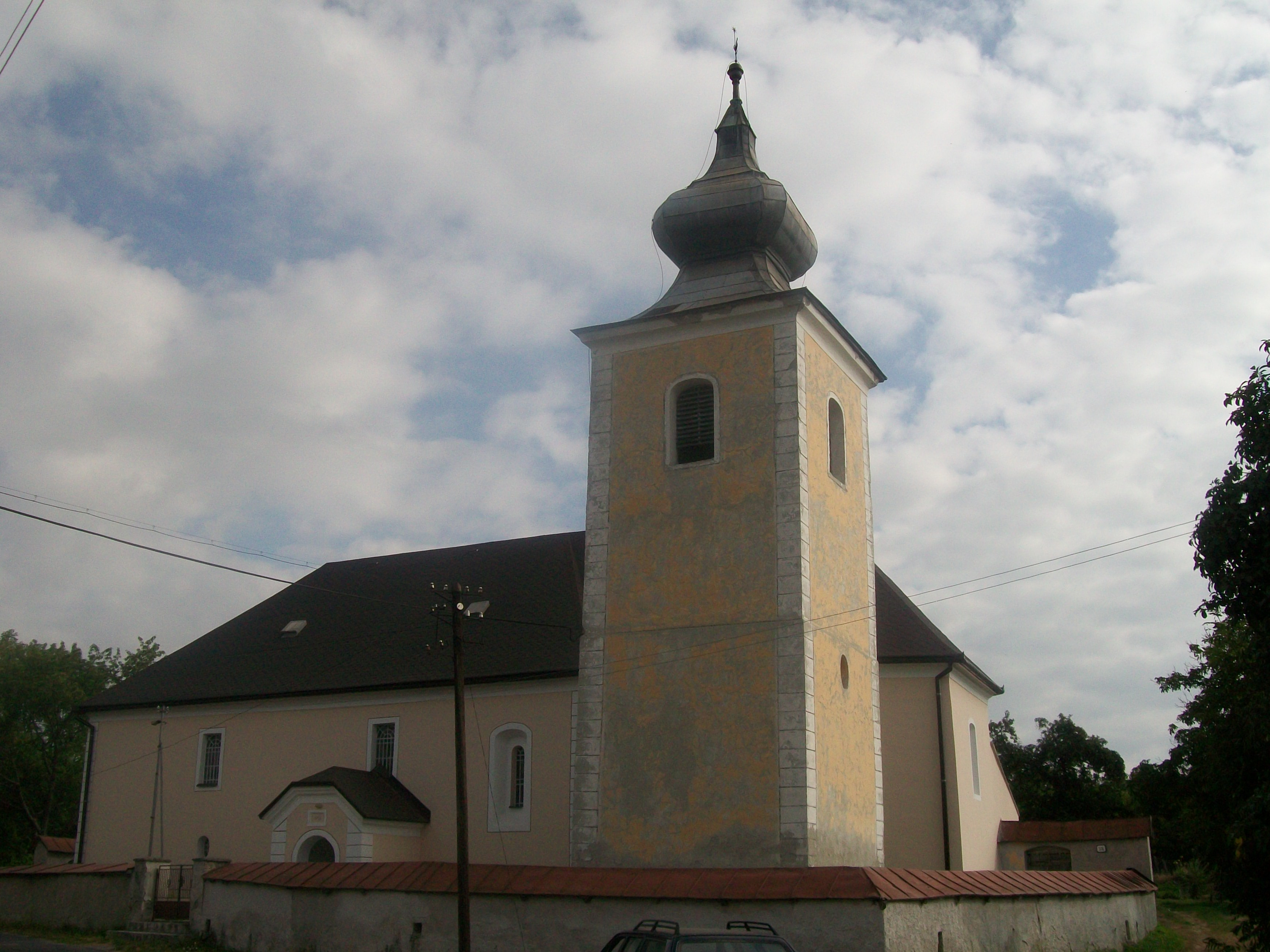

- Evangélikus temploma 1756-ban épült barokk-klasszicista stílusban.
- Római katolikus temploma 1938-ban épült.

## Híres emberek
- Itt született 1855. május 5-én Kubányi Lajos festőművész.